# Grupo Autonomista Galego
El Grupo Autonomista Galego (GAG) va ser un partit polític galleguista fundat en 1930 a Vigo. Els seus dirigents eren Valentín Paz-Andrade i Manuel Gómez Román. Va tenir una participació destacada en la celebració del primer Dia de Galícia després de la Dictadura de Miguel Primo de Rivera, que es va celebrar a Vigo el 25 de juliol de 1930. Juntament amb altres grups galleguistss de la província de Pontevedra va organitzar entre 1930 i 1931 una campanya de propaganda galleguista per les zones rurals, en la qual va contar com orador principal amb Castelao. Després de la proclamació de la II República i la convocatòria d'eleccions a Corts Constituents en 1931, el GAG va donar les candidatures de Castelao, Valentín Paz-Andrade i Ramón Cabanillas. El GAG va ser un dels partits que va participar en l'Assemblea Nacionalista celebrada els dies 5 i 6 de desembre de 1931 el fruit del qual va ser la constitució del Partit Galleguista, en el qual va integrar el GAG.